# Acropimpla uchidai
Acropimpla uchidai là một loài tò vò trong họ Ichneumonidae.